# Recinte fortificat de Reglella
El Recinte fortificat de Reglella és un conjunt de fortificacions medievals d'estil romànic de l'antic poble de Reglella, a la comarca del Rosselló, Catalunya del Nord.
Està situat al costat sud-oriental de les restes de l'església de Sant Climent, a l'esquerra de la Tet, a la zona nord-oriental del terme comunal d'Illa.

## Història
El llogaret medieval de Reglella és documentat des del 1076. La seva gran proximitat del terme dels comtats de la Fenolleda i el Perapertusès, en mans del rei de França, feu que s'emmurallés probablement a la segona meitat del segle xiii. El 1387 aquest poble fou concedit a Ramon I de Perellós, conseller i amic del rei Joan I. Continuà en mans dels Perellós, de primer vescomtes de Roda i després de Perellós, fins que el 1551, per decisió del Consell de la Reial Audiència, heretà aquests vescomtats Joan de Lanuza, justícia d'Aragó. El 1595 aquests vescomtats, amb Reglella inclòs, foren venuts a Alexis Albert, burgès d'Illa. Encara, el 1682 Lluís XIV de França els atribuïa a Joan Josep de Ponts i de Guimerà, baró de Montclar, general dels exèrcits francesos. Finalment, el 1719 aquests vescomtats, sempre amb Reglella, van ser incorporats al marquesat de Millars, en mans d'Esteve de Blanes. Una generació posterior veié com la Revolució Francesa obligava els de Blanes a abandonar el territori i refugiar-se a Barcelona.

## Característiques
És un recinte rectangular conservat en alguns trams fins a una alçada de 8 o 10 metres. Al nord hi ha, integrada en el recinte, la capella de Sant Climent de Reglella. La muralla és feta de còdols de riu, i conserva una part dels merlets, fins i tot. Una gran portalada s'obria a migdia, i tot el recinte era flanquejat d'algunes sales de guàrdia cobertes de volta de canó. Són encara visibles d'altres restes del recinte.